# Michael McCarthy
Michael McCarthy (Turners Cross (Cork), 5 giugno 1966) è un attore e cantante irlandese, noto soprattutto come interprete di musical.

## Biografia
Ha interpretato il ruolo di Javert in Les Misérables a Londra, Broadway, Sydney, Melbourne, Dublino, Shanghai, Copenaghen, Stoccolma, Oslo, Helsinki, Gothenberg e nel tour britannico del musical.
Ha recitato anche in altri musical, tra cui Ken Hill's Phantom of the Opera, Chess, Cabaret, Camelot e Sweeney Todd: The Demon Barber of Fleet Street.